# Diphtherieimpfstoff

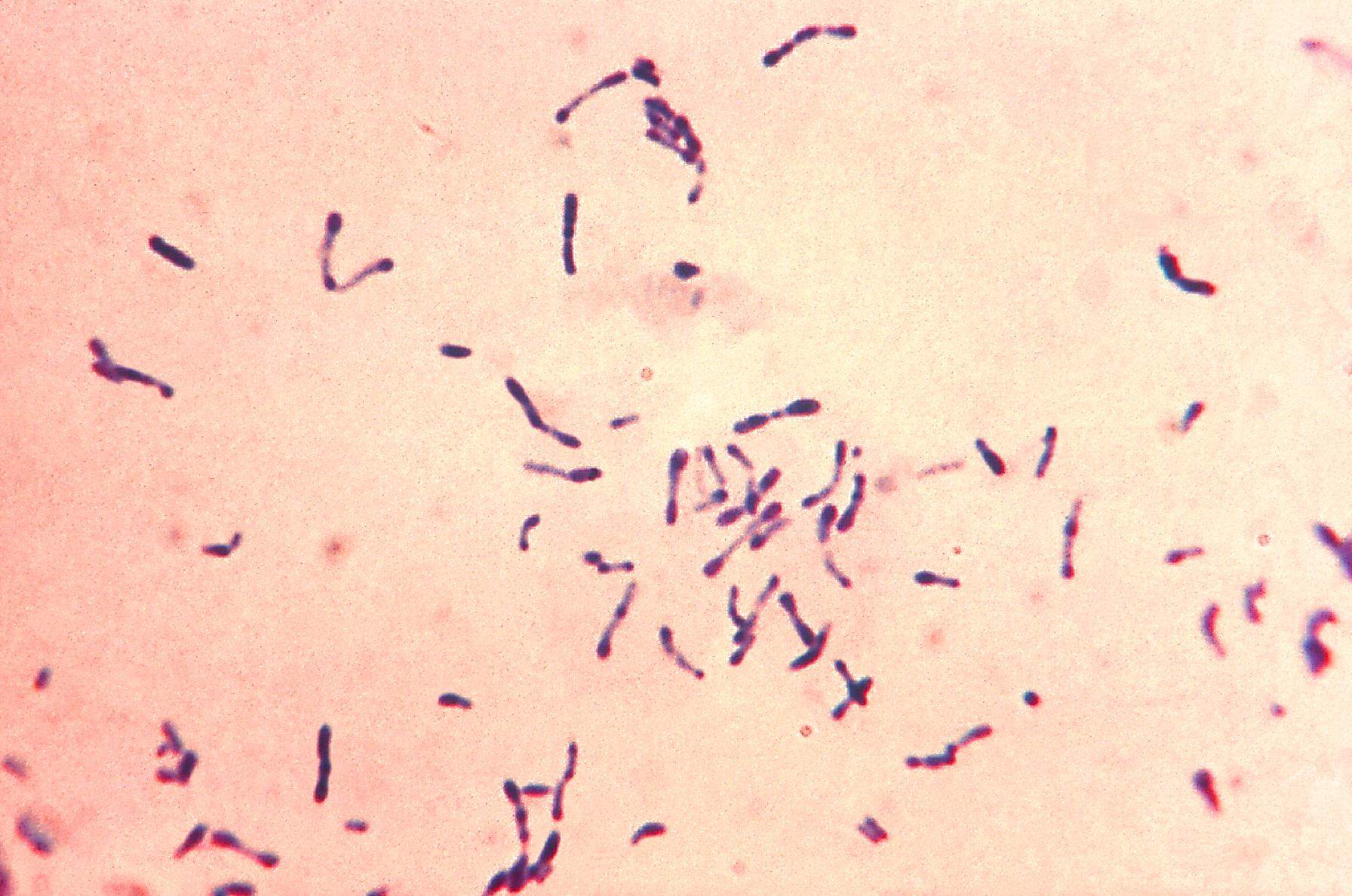
Corynebacterium diphtheriae

Ein Diphtherieimpfstoff ist ein Toxoidimpfstoff gegen das Diphtherietoxin (DT), das als Exotoxin eines Bakteriophagen aus dem Bakterium Corynebacterium diphtheriae freigesetzt wird. Der Impfstoff dient dem Schutz der Geimpften vor schwerwiegenden Symptomen der Diphtherie. Geimpfte können Keimträger werden und somit andere anstecken, wenn auch in geringerem Umfang als Ungeimpfte, weil die Weitergabe (Transmission) bei symptomatischen Patienten effizienter ist. Der Impfstoff schützt nicht vor Infektion, aber vor der Symptomatik des Diphtherietoxins. Er verleiht damit eine antitoxische Immunität.

## Eigenschaften

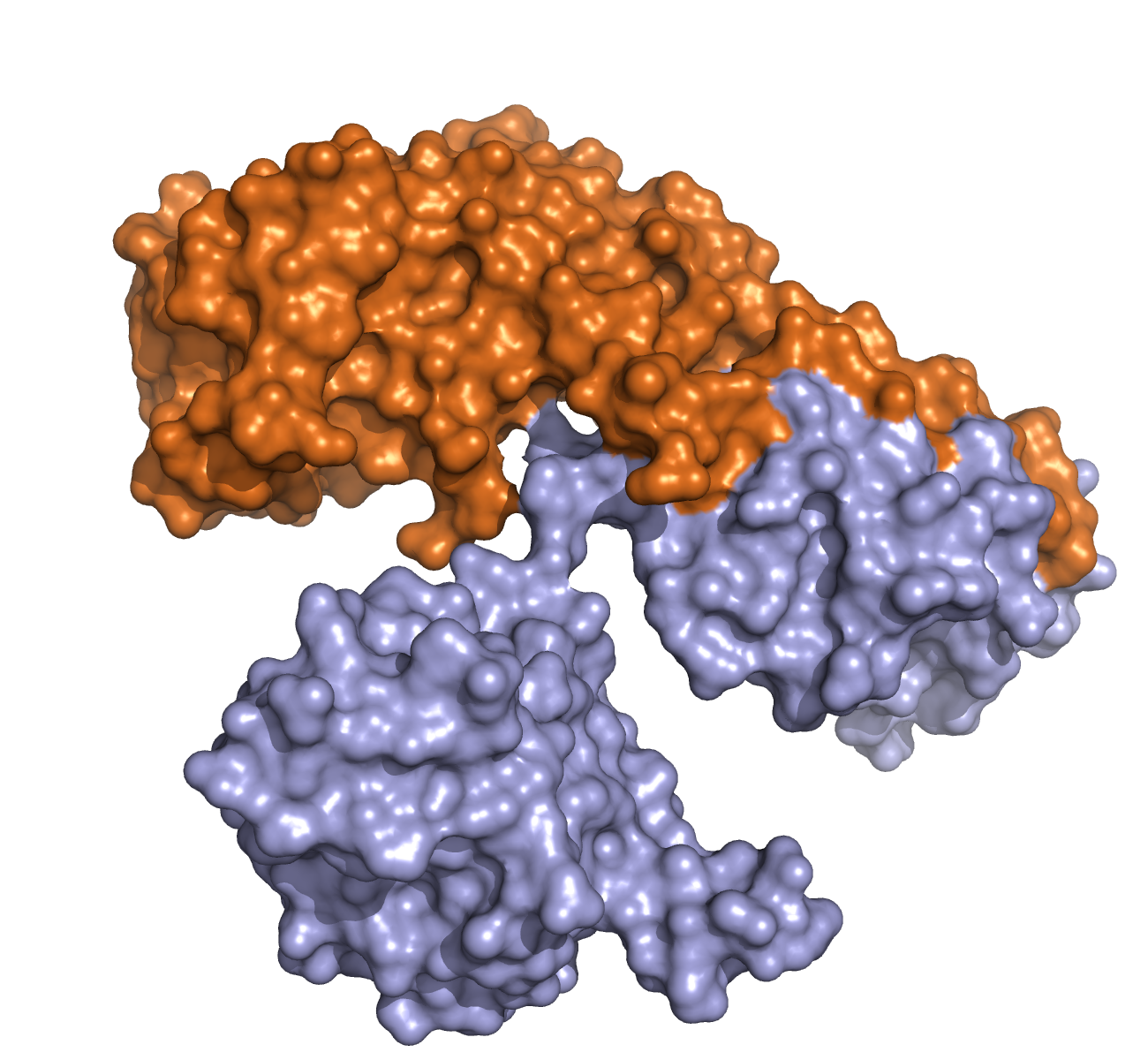
Diphtherietoxin mit Untereinheit A (orange) und B (lila)

Eine Immunisierung gegen C. diphtheriae wurden erstmals 1894 von Emil von Behring und Erich Wernicke durch passive Immunisierung mit dem Diphtherie-Antitoxin erreicht. Der erste Diphtherieimpfstoff war ein Toxoidimpfstoff und wurde 1923 entwickelt und 1936 in Deutschland zugelassen. Der wirksame Bestandteil in Diphtherieimpfstoffen ist das fixierte Exotoxin (Toxoid). Der Diphtherieimpfstoff befindet sich auf der Liste der unentbehrlichen Arzneimittel der Weltgesundheitsorganisation. Er gilt als eine der ältesten und erfolgreichsten Immunisierungsmaßnahmen.
In der Bundesrepublik Deutschland wurde nach ausdrücklicher Empfehlung die Impfung bei Kindern ab den 1960er Jahren durchgeführt, in der DDR gab es ab 1961 eine Impfpflicht für Kinder und Jugendliche.
In Deutschland und anderen Staaten sind derzeit Diphtherieimpfstoffe ausschließlich in Kombinationspräparaten auf dem Markt, deren Abkürzungen DTaP, Tdap, DT oder Td lauten. Diese Kombinationen enthalten neben einer Komponente gegen das DT auch Tetanusimpfstoff gegen das Toxin von Clostridium tetani (T) und Pertussisimpfstoff gegen das Toxin von Bordetella pertussis (aP). Die kleinen Buchstaben „d“ bzw. „p“ in den Abkürzungen kennzeichnen dabei geringere Konzentrationen der jeweiligen Komponente, „aP“ steht für den heute üblichen azellulären Impfstoff gegen Keuchhusten (Pertussis). Der DTP-Impfstoff wurde als Kombinationsimpfung von 1930 bis 1991 verwendet, bis der ebenfalls darin enthaltene Pertussisimpfstoff aufgrund von Schmerzen und Rötung an der Einstichstelle bei 50 % der Geimpften gegen eine zellfreie Form (azellulärer Pertussisimpfstoff, aP) ausgetauscht wurde, was anschließend als TDaP oder DTaP bezeichnet wurde. Ein monovalenter Impfstoff für Kinder wurde 2008, für Erwachsene 2016 vom Markt genommen.
DTaP wird meistens zur Immunisierung von Kindern verwendet, während für die Wiederholungsimmunisierung von Erwachsenen sowie die Erstimmunisierung im Erwachsenenalter (bei Personen, die bisher weder an Diphtherie erkrankt waren noch dagegen geimpft wurden) meistens Td oder Tdap verwendet wird. Außerdem gibt es derzeit Kombinationen des Diphtherie-Impfstoffes mit dem gegen die viralen Erreger der Kinderlähmung (Polio-IPV) und des Herpes Zoster.
Der Antigengehalt in Kinderimpfstoffen liegt bei mindestens 30 I.U. pro Dosis („D“-Impfstoff), bei Impfstoffen ab vier Jahren ist dieser reduziert 2 I.U. („d“-Impfstoff). Angegeben wird teilweise statt I.U. der sogenannte Flockungstest (Lf), eine I.U. entspricht 1,25 Lf. Eine kontrollierte Dosisfindungsstudie zur Wahl der Antigenmenge wurde indes nie durchgeführt.

## Immunologie
Es entstehen neutralisierende Antikörper gegen das Diphtherietoxin in 95 % der Geimpften, sofern die Impfung wie empfohlen als „Grundimmunisierung“ vier Mal (im Alter von 2, 3, 4 und 11–14 Monaten, also „3+1-Schema“) verabreicht wurde. Nach Empfehlung der STIKO, und einigen anderen europäischen Ländern, ist auch ein reduziertes „2+1-Schema“ zur Immunisierung geeignet (also nur im 2.+4. Monat, und 11. Monat), falls die einzelnen Impfungen zu den empfohlenen Zeitpunkten durchgeführt und das Impfschema rechtzeitig abgeschlossen wird. Der Impfschutz wird dann durch zwei „Auffrischimpfungen“ im Alter von 5–6 Jahren und 9–17 Jahren verlängert und danach lebenslang aufrechterhalten durch Auffrischimpfungen alle 10 Jahre zusammen mit der Impfung gegen Tetanus und Keuchhusten. Bei den Auffrischimpfungen ab 5/6 Jahren enthält der Impfstoff einen geringeren Diphtherietoxoid-Gehalt.
In anderen Ländern Europas variieren die Empfehlungen zur Häufigkeit der Auffrischimpfungen für Erwachsene stark: Während in z. B. Großbritannien oder Niederlanden gar keine routinemäßigen Auffrischimpfungen erfolgen, sollen in der Schweiz oder in Schweden diese alle 20 Jahre bis zum Alter von 65 durchgeführt werden.

### Art und Umfang des Impfschutzes
Die Impfung bewirkt zwar einen hohen, wenngleich nicht 100%igen Schutz gegen die Erkrankung: Die erzeugte antitoxische Immunität verhindert einige Jahre lang mit abnehmender Wirksamkeit schwerwiegende Erkrankungen der Geimpften. Es können also auch unter Geimpften leichte Diphtheriesymptome auftreten, die aber bei weitem nicht so gefährlich sind wie beim klassischen Erscheinungsbild der Erkrankung von Personen ohne Antitoxin-Antikörper durch Impfung oder frühere Erkrankung. Die Erkrankung verläuft demnach bei Geimpften weniger häufig tödlich als bei Nichtgeimpften. 

Die Impfung verhindert allerdings nicht die Infektion durch den Erreger und dessen Einnistung (Kolonisation) in der Schleimhaut von Rachen und Nase und auf der Haut, sie erzeugt also keine sterile Immunität. Vielmehr können die dank der Impfung mehr oder weniger asymptomatischen Keimträger die Erreger unbemerkt an andere Personen oder an Gegenstände weitergeben, die Impfung unterbricht also nicht mit Sicherheit die Infektionskette. Weltweit erkranken etwa 5.000 Personen jährlich an Diphtherie, überwiegend wegen fehlender oder unzureichender Impfung.
Der Impfstoff basiert auf dem DT von C. diphtheriae. Dieses Toxin hat Sequenzunterschiede zum ebenfalls humanpathogen Toxin von C. ulcerans. Humane Diphtherievakzine schützen nicht gegen die Erkrankung durch C. pseudotuberculosis. Es ist zum jetzigen Zeitpunkt nicht klar, wie gut der Impfstoff gegen C. diphtheriae auch vor durch C. ulcerans ausgelöste Diphtherie-Erkrankungen schützt. Asymptomatische Keimträger, die mit toxischen Stämmen von C. diphtheriae, C. ulcerans oder C. pseudotuberculosis besiedelt sind, sollten daher zur Beseitigung der Erreger antibiotisch behandelt werden.

## Nebenwirkungen
Unerwünschte Arzneimittelwirkungen bei kombinierten Diphtherie- und Tetanusimpfstoffen umfassen Schmerzen an der Einstichstelle (80 %), Rötung (25 %), Kopfschmerzen (25 %), Müdigkeit (25 %) und Fieber (selten). Magen-Darm-Beschwerden wurden selten beobachtet. Gelegentlich treten Infektionen der oberen Atemwege (Bronchitis) auf. Als Einzelfälle gelten allergische Reaktionen sowie Mono-, Polyneuritiden und Neuropathien.

## Herstellung
Der Diphtherieimpfstoff wird durch Zellkultur von C. diphtheriae in flüssigem Kulturmedium erzeugt. Man verwendet Stämme, von denen ein hoher Grad an Toxinbildung beschrieben ist. Die Kultur wird filtriert und das Filtrat wird anschließend mit Formaldehyd fixiert. Dadurch wird das B-Fragment des Toxins denaturiert, wodurch es nicht mehr an Zellrezeptoren binden kann – das Toxin gelangt damit nicht mehr in Zellen. Die immunogenen Eigenschaften bleiben für eine entsprechende Antitoxinbildung erhalten. Nach Reinigung wird das inaktivierte Toxin zur immunologischen Wirkungssteigerung an ein Adjuvans absorbiert (beispielsweise Aluminiumhydroxid oder -phosphat).